# Френк Гінта
Френк Гінта (англ. Frank Guinta; нар. 26 вересня 1970, Едісон, Нью-Джерсі) — американський політик-республіканець. Мер Манчестера з 2006 по 2010, з 2011 по 2013 і з 2015 він є членом Палати представників США від 1-го округу штату Нью-Гемпшир.

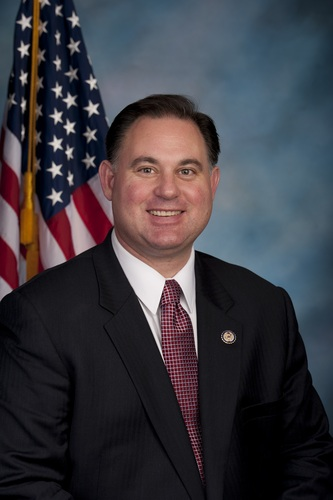
Френк Гінта

Гінта навчався у Canterbury School (Нью-Мілфорд, Коннектикут), у 1993 закінчив Assumption College (Вустер, Массачусетс). Потім він працював у страховій галузі і працівником судової системи (клерком). У 1999 році він став відповідальним за Департамент страхування штату Нью-Гемпшир. Між 2000 і 2002 він входив до Палати представників Нью-Гемпширу, з 2002 по 2006 — до міської ради Манчестера. У 2003 і 2004 він був у штаті конгресмена Джеба Бредлі.